# Vicki Poole

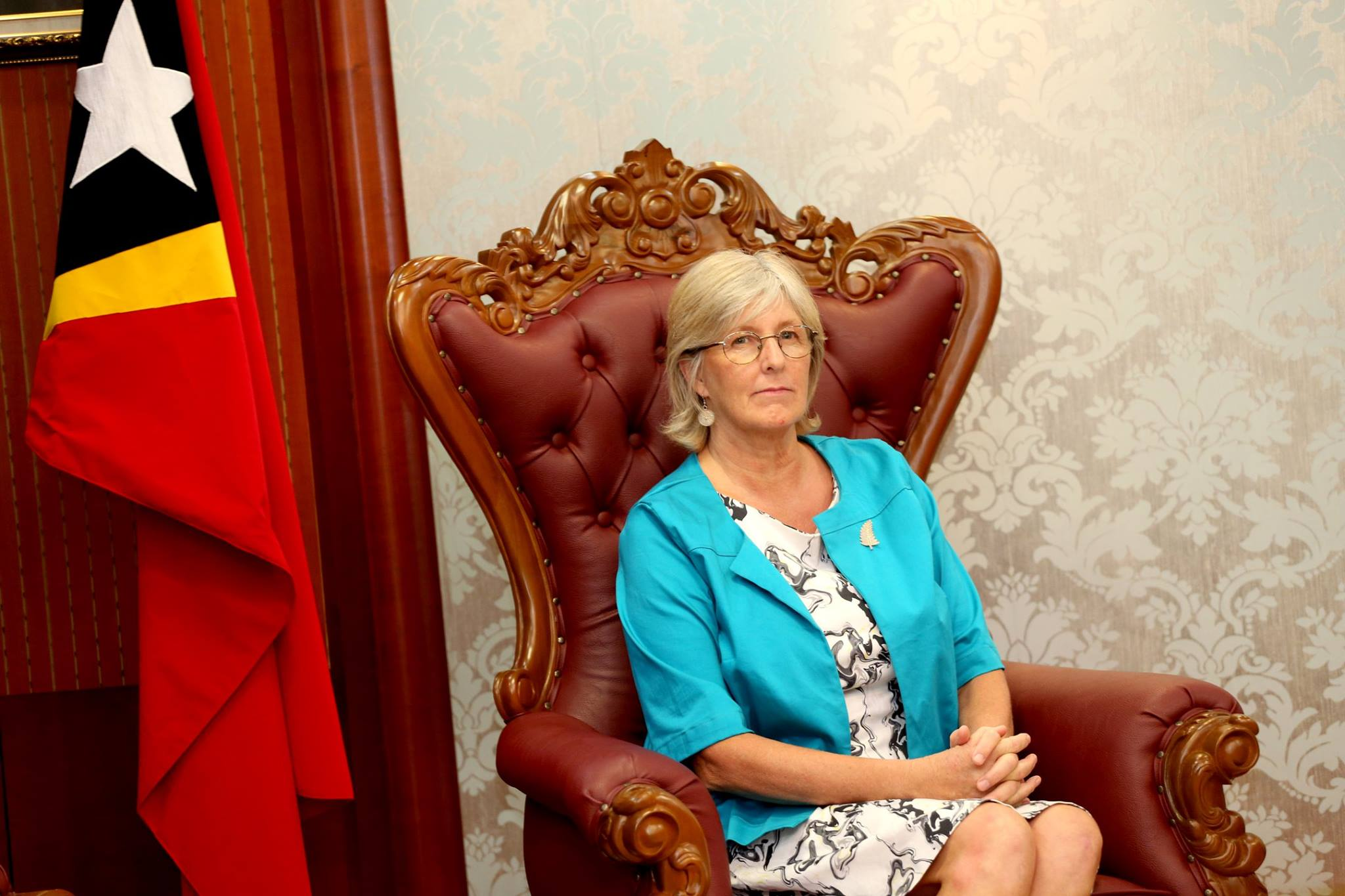
Vicki Poole in Osttimor (2019)

Vicki Barbara Poole ist eine Diplomatin aus Neuseeland. Seit 2016 ist sie Botschafterin Neuseelands in Osttimor.

## Werdegang
Poole besuchte das Tawa College und die Victoria University in ihrer Heimatstadt Wellington.
Bei der Agency for International Development arbeitete sie zunächst als Deputy Director for Pacific Development, dann als Counsellor an der Ständigen Vertretung Neuseelands bei der OECD in Paris. 2015 wurde Poole zur Nachfolgerin von Jonathan Schwass als Botschafter Neuseelands in Osttimor ernannt. Die Akkreditierung bei Osttimors Präsident Taur Matan Ruak erfolgte am 3. Mai 2016. Am 11. April 2019 wurde sie als Botschafterin in Osttimor verabschiedet. Ihr folgt Philip Hewitt.